# 下呂駅
下呂駅（げろえき）は、岐阜県下呂市幸田（こうでん）字下小瀬にある、東海旅客鉄道（JR東海）高山本線の駅である。駅番号はCG16。「日本三名泉」の一つである下呂温泉の最寄り駅であり、特急「ひだ」の全列車が停車する。
2016年3月現在、高山本線のキハ75形による運用は岐阜駅から当駅までで、当駅 - 高山駅・猪谷駅間の普通列車は、キハ25形のみの運用となる。
また、青空フリーパスの高山本線の北端である。

## 歴史
- 1930年（昭和5年）11月2日：高山線（1934年に高山本線へ改称）が焼石駅から延伸した際に、その終着駅として開業[1]。旅客及び貨物の取扱を開始[2]。
- 1931年（昭和6年）5月9日：高山線が飛騨萩原駅まで延伸。途中駅となる。
- 1953年（昭和28年）5月1日：貨物の取扱を廃止[2]。
- 1986年（昭和61年）11月1日：（新聞紙以外の）荷物扱い廃止[2]。
- 1987年（昭和62年）4月1日：国鉄分割民営化により、東海旅客鉄道の駅となる[2]。
- 2001年（平成13年）9月：駅弁の販売および、立ち食い蕎麦屋の営業を終了[1]。
  - 「美濃屋商店」製造の「飛騨の栗こわい」などの駅弁が販売されていた。
- 2017年（平成29年）5月：急行「ぬくもり飛騨路」号を計6日運行。当駅では列車に合わせて物産品を販売[3][4]。
- 2025年（令和7年）10月1日：ICカード「TOICA」の利用が可能となる（予定）[5]。

## 駅構造

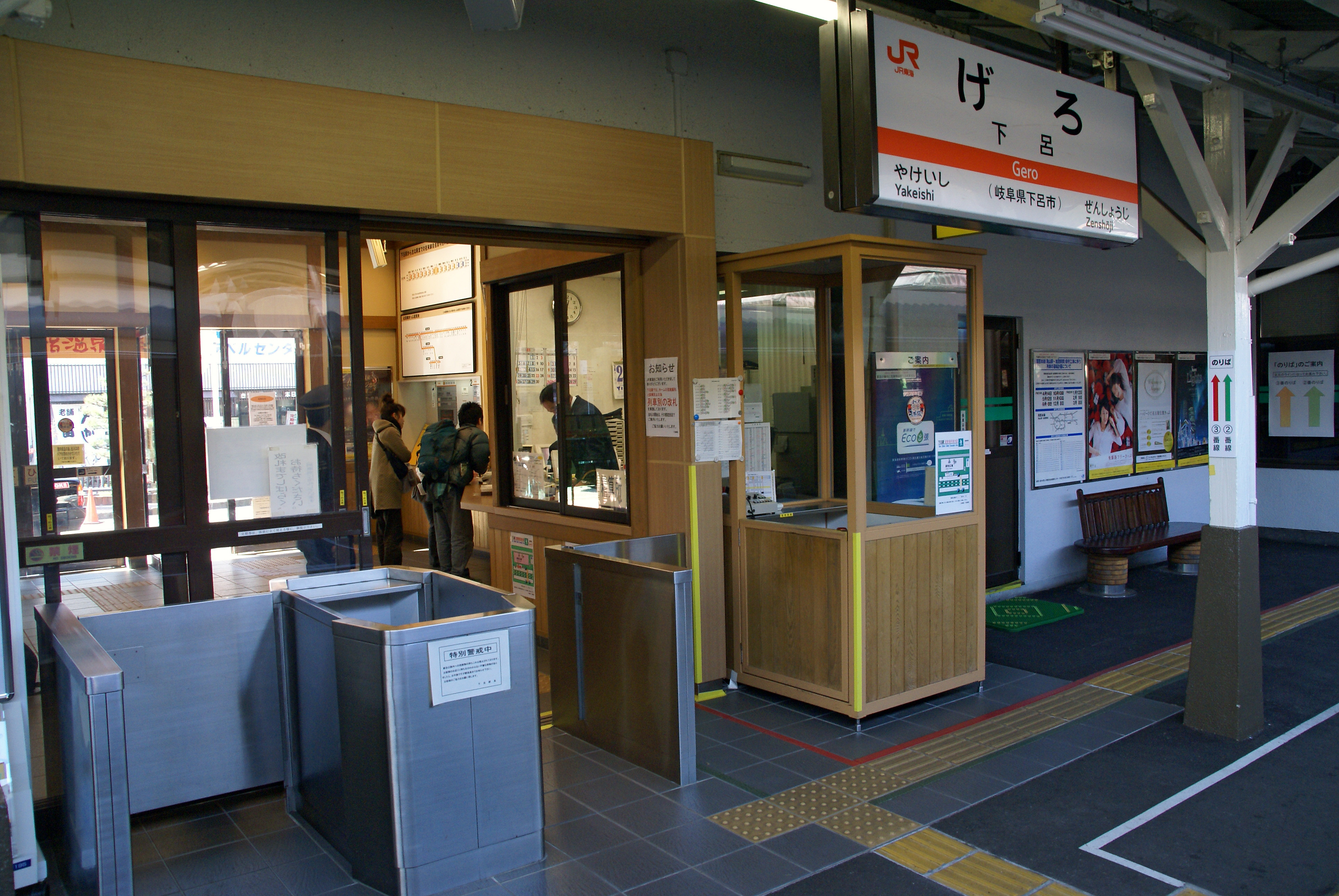
改札口（2007年11月）

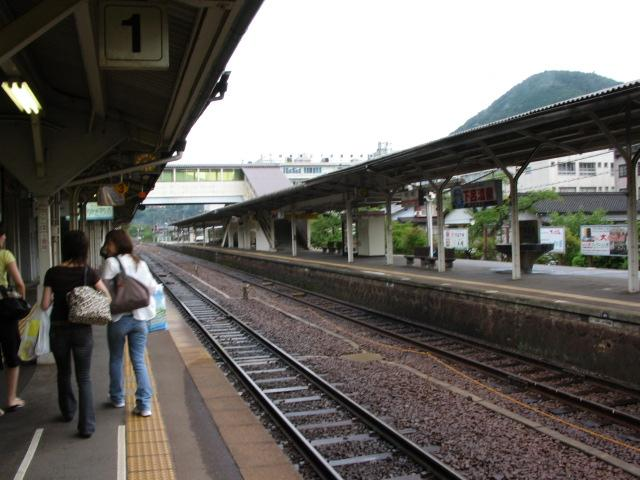
ホーム（2005年9月）

単式ホーム1面1線と島式ホーム1面2線、計2面3線のホームを持つ地上駅。それぞれのホームは跨線橋で結ばれている。
駅長・駅員配置駅（直営駅）である。管理駅として、飛騨金山駅-飛騨小坂駅間の各駅を管理している。JR全線きっぷうりば・自動券売機・キヨスクが設置されているが、自動改札機は設置されていない。改札は終日列車ごとに行われる。

### のりば
| 番線    | 路線        | 方向 | 行先             |
| ------- | ----------- | ---- | ---------------- |
| 1・2・3 | CG 高山本線 | 下り | 高山・富山方面   |
| 1・2・3 | CG 高山本線 | 上り | 岐阜・名古屋方面 |

（出典：JR東海:駅構内図）
- 運転取扱い上、1番線は上下本線、2番線は上り1番線、3番線は下り1番線となっている。すべてのホームで、上下両方向の入線・出発が可能である。
- すべての特急列車及び行き違いまたは待避を行わない普通列車は、改札口側の1番線ホームに入る。
- 特急列車と行き違いまたは待避を行う普通列車は、2番線ホームまたは3番線ホームに入る（2024年3月時点でこの駅で待避をする列車は、11時35分発高山行きが該当）。
- 普通列車同士の行き違いだけを行う場合は、高山方面行きが1番線ホーム、美濃太田方面行きが2番線ホームに入る。
- 特急列車については、この駅の近くで上下列車が接近する場合であっても、岐阜寄りの少ヶ野信号場または高山寄りの禅昌寺駅で行き違いを行い、通常はこの駅での行き違いを行わないようにしている[6][7]。
- 2006年（平成18年）5月21日に下呂市萩原町で開催された第57回全国植樹祭記念式典臨席のために利用する天皇・皇后（当時）のための改装が前日の5月20日に行われた。

## 利用状況
「岐阜県統計書」と「下呂市データ集」によると、近年の1日平均乗車人員は以下の通りである。
| 年度   | 1日平均 乗車人員 |
| ------ | ---------------- |
| 2000年 | 1,014            |
| 2001年 | 970              |
| 2002年 | 963              |
| 2003年 | 917              |
| 2004年 | 878              |
| 2005年 | 901              |
| 2006年 | 847              |
| 2007年 | 856              |
| 2008年 | 814              |
| 2009年 | 746              |
| 2010年 | 760              |
| 2011年 | 751              |
| 2012年 | 775              |
| 2013年 | 782              |
| 2014年 | 765              |
| 2015年 | 826              |
| 2016年 | 807              |
| 2017年 | 846              |
| 2018年 | 774              |
| 2019年 | 803              |
| 2020年 | 418              |
| 2021年 | 484              |
| 2022年 | 698              |

下呂温泉宿泊者のうち、鉄道利用者は2016年度 - 2018年度の年度平均は16 - 17%程度であり、冬季（1 - 2月）には約25%と多くなる傾向が見られる。

## 駅周辺
下呂温泉の温泉街の中心地とは川を挟んだ対岸にあり、駅に近い下呂大橋（別称・いで湯大橋）を渡れば徒歩での移動も容易である。また駅周辺にも宿泊施設や飲食店が軒を連ねている。
- 下呂市総合観光案内所
- 下呂駅前バス停留所
- 下呂市役所
- 岐阜県立下呂温泉病院（以前は駅のすぐ東にあったが、2014年に東側の山あいに移転）
- 温泉噴泉地（河原露天風呂）
- 飛騨川（益田川）
- 国道41号・国道257号（下呂バイパス）
- 岐阜県道88号
- 岐阜県道440号
- 六ツ見橋
- 出雲大社飛騨教会
- 下呂中継局
- 湯のまち雨情公園

## バス路線
駅前広場に下呂駅前停留所がある。
- 濃飛乗合自動車他
  - 高山濃飛バスセンター行き
  - 加子母総合事務所行き（中津川駅方面連絡）
  - 乗政温泉行き
  - 東上田行き
  - 合掌村・下呂温泉病院方面行き
  - 下呂バスセンター行き
  - 白川郷方面行き
    - 富山行き、高岡行き、金沢行き
- げろバス下呂
  - 川渡行き
  - 井之口・二の樽行き
  - 船渡・少ヶ野行き
- げろバス萩原
  - 萩原駅前・四美・山之口行き

## 隣の駅
※特急「ひだ」の隣の停車駅は列車記事を参照のこと。
東海旅客鉄道（JR東海）
CG 高山本線
焼石駅 - （少ヶ野信号場） - 下呂駅 (CG16)  - 禅昌寺駅